# 유령의 집 (드라마)
《유령의 집》은 MBC에서 1977년 10월 31일부터 1978년 1월 20일까지 방영한 어린이 연속극이다.

## 등장 인물
- 손창민
- 홍종현
- 박종범
- 신민경
- 김지훈
- 박성미
- 이동수
- 김형중
- 김무생
- 정혜선
- 박원숙
- 김영옥
- 이장현
- 명현숙
- 진유영
- 박경현
- 신충식
- 이숙